# Asta Kubilienė
Asta Kubilienė (ur. 17 kwietnia 1964 w m. Pacunele) – litewska nefrolog i polityk, dyrektor Narodowego Biura Transplantacji, posłanka na Sejm Republiki Litewskiej.

## Życiorys
W 1982 uzyskała dyplom w dziedzinie pielęgniarstwa w szkole medycznej w Szawlach, a w 1985 ukończyła studia medyczne na Uniwersytecie Medycznym w Kownie. Od 1995 kształciła się na Uniwersytecie Wileńskim, gdzie specjalizowała się m.in. w zakresie nefrologii.
W 1985 podjęła pracę jako pielęgniarka w Wileńskim Szpitalu Uniwersyteckim. W latach 1999–2000 pracowała jako nefrolog w centrum rehabilitacji „Aušveita”. Również w 1999 objęła stanowisko wicedyrektora w Narodowym Biurze Transplantacji, a w 2000 awansowała na dyrektora tego ośrodka. Wykładała nefrologię i chirurgię na wydziale lekarskim Uniwersytetu Wileńskiego. W 2005 podjęła praktykę lekarską w Wileńskim Szpitalu Uniwersyteckim. Członkini krajowych i międzynarodowych organizacji zrzeszających nefrologów oraz działających w sektorze transplantologii.
W wyborach w 2016 z ramienia Litewskiego Związku Rolników i Zielonych uzyskała mandat posłanki na Sejm Republiki Litewskiej. W 2020 nie uzyskała reelekcji. Powróciła do Sejmu jednak jeszcze w 2020, zastępując wkrótce po rozpoczęciu kadencji Ramūnasa Karbauskisa.